# 畢曉海
畢曉海（1999年2月18日—），台灣男演員。

## 生平
畢曉海出生於臺北市。就讀懷生國小時被老師推薦參與電影公司試鏡，而有機會演出《第四張畫》，並憑此電影獲得最年輕的台北電影獎最佳男主角，以及榮獲以色列沃克電影獎最佳新演員，並入圍第47屆金馬獎最佳新演員獎；2013年演出公視學生劇展《鮮肉餅》而入圍第48屆金鐘獎迷你劇集／電視電影男主角獎，隔年再憑此片獲得第36屆金穗獎學生作品個人單項表現獎。而後就讀於輔仁大學金融與國際企業學系。
由於畢曉海家中並無第四台，從小便開始閱讀古典文學，且熱愛相聲表演，尤其是吳兆南、魏龍豪的作品，因此他發音極其標準，文白交雜，帶有濃濃京片子，成為他一大特色。

## 演出作品

### 電影長片
- 2010年：《第四張畫》飾演 小翔
- 2012年：《女孩壞壞》飾演 小賈斯汀

### 電影短片/電視電影
- 2013年：《夏日紀事》 飾演 小海
- 2013年：《鮮肉餅》飾演  林友達
- 2016年：《托比的最後一個早晨》飾演 托比

### 電視劇
- 2012年：《絕對達令》飾演 江白奇
- 2012年：《你是春風我是雨》飾演 小蜜蜂
- 2015年：《長不大的爸爸》飾演 方文彬

## 獎項紀錄
| 年份   | 頒獎典禮         | 獎項                     | 影片         | 角色   | 結果 |
| ------ | ---------------- | ------------------------ | ------------ | ------ | ---- |
| 2010年 | 第12屆台北電影獎 | 最佳男主角               | 《第四張畫》 | 小翔   | 獲獎 |
| 2010年 | 以色列沃克電影獎 | 最佳新演員               | 《第四張畫》 | 小翔   | 獲獎 |
| 2010年 | 第47屆金馬獎     | 最佳新演員               | 《第四張畫》 | 小翔   | 提名 |
| 2013年 | 第48屆金鐘獎     | 迷你劇集／電視電影男主角 | 《鮮肉餅》   | 林友達 | 提名 |
| 2013年 | 第36屆金穗獎     | 學生作品個人單項表現獎   | 《鮮肉餅》   | 林友達 | 獲獎 |